# 田辺節子
田辺 節子（たなべ せつこ、1955年1月19日 - ）は、日本の元女優。本名は同じ。
東京都出身。東京都立志村高等学校卒業。

## 来歴・人物
高校在学中に劇団NLTの研究生となる。1年間の研修を経て劇団員となるが3ヶ月で退団する。
1973年、映画『温泉おさな芸者』でデビュー。『傷だらけの天使』などテレビドラマのゲスト出演を経て、1975年、TBS系花王愛の劇場『ここに幸あり』のオーディションに合格。ヒロインを演じる松本留美の妹を演じた。1976年には同じく愛の劇場『君恋し』にレギュラー出演。
1977年、TBS水曜劇場『ムー』で郷ひろみ演じる次男に色目を使う芸者役でレギュラー出演した。
趣味は、スキューバダイビング。

## 出演作品

### テレビドラマ
- プレイガール 第240話「裸の女にゃトゲがある」（1973年、12ch）
- 高校教師 第4話「ふたりの愛にアリバイはない」（1974年、12ch）- 河村玲子
- バーディー大作戦 第15話「北極へ向かって大追跡!」（1974年、TBS）
- 傷だらけの天使 第8話「偽札造りに愛のメロディーを」（1974年、NTV）- 赤木萌子
- 夜明けの刑事 第49話「就職の秋・人事課長殺人事件」（1975年、TBS）
- 江戸の旋風 （CX）
  - 江戸の旋風 第36話「お酉様の女」（1975年）
  - 新・江戸の旋風 第7話「つっぱりすぎた慾の皮」（1980年、CX） - お豆
- 花王愛の劇場（TBS）
  - ここに幸あり（1975年）
  - 君恋し（1976年）
- 少年探偵団 第18話「鬼のすむ教室」（1976年、NTV） - 日野みゆき先生
- Gメン'75 第37話「チリ紙交換殺人事件」（1976年、TBS）
- アクマイザー3 第23話「なぜだ?! 魔法力がきかない」（1976年、NET）
- 遠山の金さん 第49話「独楽が廻れば鬼が泣く」（1976年、NET） - おせい
- 特別機動捜査隊 第789話「新春…危機一髪」（1977年、NET） - 小野塚遥
- 太陽にほえろ! 第239話「挑発」（1977年、NTV）- BAR「ゼエロン」のママ
- 大都会 PARTII 第17話「トラック大暴走」（1977年、NTV） - 池田かずこ
- ムー（1977年、TBS） - 芸者 お柳
- ムー一族（1978年 - 1979年、TBS） - 芸者 お柳
- 若さま侍捕物帳 第18話「参上!! 悪女狩り」（1978年、ANB） - お夏
- 水戸黄門 第10部 第6話「天下の怪盗光右衛門-駿府-」（1979年、TBS） - おしま
- 大空港 第64話「戦慄のダブルハイジャック 706便危機一髪」（1979年、CX） - 空港会社の受付社員
- 花王名人劇場 / 「津軽三味線よされぶし」 第二部帰郷篇（1979年、KTV） - 藤子

### 映画
- 温泉おさな芸者（1973年、東映）
- 非情学園ワル ネリカン同期生（1974年、東映）
- ドカベン（1977年、東映） - 影丸亜希子